# 多枝滇紫草
多枝滇紫草（学名：Onosma multiramosum）是紫草科滇紫草属的植物，为中国的特有植物。分布在中国大陆的西藏、四川、云南等地，生长于海拔1,650米至3,100米的地区，常生长在河谷和干旱山坡，目前尚未由人工引种栽培。